# Codruța-Maria Corcheș
Codruța-Maria Corcheș (n.  ?) este un deputat român, ales în 2024 din partea POT. 